# Robert Clyde Springer
Robert Clyde Springer (* 21. května 1942 v St. Louis, stát Missouri, USA) je americký vojenský letec, příslušník námořnictva a kosmonaut. Ve vesmíru byl dvakrát.

## Život

### Studium a zaměstnání
Absolvoval akademii United States Naval Academy. V roce 1980 nastoupil k NASA, kde zůstal až do roku 1990. Další tři roky pracoval u firmy Boeing v Huntsville.
Oženil se s Deborah Lee, rozenou Horcherovou.

### Lety do vesmíru
Na oběžnou dráhu se v raketoplánech dostal jako letový specialista dvakrát a strávil ve vesmíru 9 dní, 21 hodin a 32 minut. Byl 213. člověkem ve vesmíru.
- STS-29 Discovery (13. března 1989 – 18. března 1989)
- STS-38 Atlantis (15. listopadu 1990 – 20. listopadu 1990)